# Israël Salvator Révah
Israël Salvator Révah (Berlín, 1917-París, 1973) fue un hispanista sefardí, de nacionalidad francesa.

## Biografía
Nacido en Berlín, en el seno de una familia sefardí asentada en Tesalónica. Fue un gran conocedor de los archivos de la Inquisición, donde descubrió en las confesiones orales recogidas una versión primitiva en judeoespañol del canto de Passakh Ekhad mi yodéa que conocía desde su infancia. Se consagró al estudio del Marranismo, (definió al marrano como «un católico sin fe, un judío sin saber, aunque un judío por voluntad»), y en especial de los escritores sefardíes del Siglo de Oro, sobre todo Antonio Enríquez Gómez, de quien descubrió una importante documentación biográfica inédita; también halló nuevos datos sobre Miguel de Barrios, Manuel de Pina y Baruch Spinoza; se interesó asimismo por el teatro de Gil Vicente. Murió en fecha prematura, aunque sus escritos han sido publicados póstumamente.

## Obras
- "Un pamphlet contre l’Inquisition d’Antonio Enríquez Gómez: la seconde partie de la Política Angélica (Ruan, 1647)", en Revue des Études Juives 121 (1962): 81-168.
- Antonio Enríquez Gómez: Un écrivain marrane, vers 1600-1663, ed. Carsten Lorenz Wilke, preface Gérard Nahon, trans. documents Michèle Escamilla Colin and Béatrice Pérez (Éd. Chandeigne, Paris, 2003)
- «Aux origines de la rupture spinozienne: nouveaux documents sur l'incroyance dans la communauté judéo-portugaise d'Amsterdam à l'époque de l'excomunication de Spinoza», Revue des Études Juives, CXXIII (1964) pp. 359-43
- «Les Écrivains Manuel de Pina et Miguel de Barrios et la censure de la Communauté Judéo-Portuguaise D’Amsterdam», Tesoro de los judíos sefardíes, 8 (1965), pp. LXXIV-XCI
- «Aux origines de la rupture spinozienne: nouvel examen des origines du déroulement et des consequences de l'affaire Spinoza-Prado-Rivera», Annuaire du Collège de France, 70 (1970), pp. 562-68; 71 (1971), pp. 574-87; 72 (1972), pp. 641-53.
- «La Comêdia dans l’oeuvre de Gil Vicente», en Études portugaises, Gulbenkian, París, 1975, pp. 15-36
- Spinoza et le Docteur Juan de Prado, París, Mouton, 1959).
- "Un Index espagnol inconnu: celui édité par L'Inquisition de Séville en novembre 1551", en Studia Philologica, Homenaje ofrecido a Dámaso Alonso, t. III, Madrid, 1963, pp. 131-132
- "Les marranes", Revue des etudes juives, cviii (1959-60)
- «La Comêdia dans l’oeuvre de Gil Vicente», en Études portugaises, Gulbenkian, París, 1975, pp. 15-36
- «L'Auto de la Sibylle Cassandra de Gil Vicente», HR, 27 (1959), 167-93.
- Chaire de langues et littératures de la péninsule Ibérique et de l'Amérique latine: leçon inaugurale faite le jeudi 8 décembre 1966 s.l. : s.n., s.a (Nogent le Rotrou : Daupeley-Gouverneur, 1967). + *"Les marranes", Revue des etudes juives, cviii (1959-60)
- Langues et littératures de la péninsule ibérique et de l'Amérique latine...
- Les travaux de l'Institut de Philologie de Buenos Aires, Montpellier : Société des Langues Romanes, 1938.
- Recherches sur les oeuvres de Gil Vicente: tome I: édition critique du premier "Auto das Barcas" Lisbonne: Instituto para a alta cultura, 1951.

- Datos: Q1674752